# Kolibabovce
Kolibabovce je naseljeno mjesto u okrugu Sobrance u Košickom kraju u Slovačkoj.

## Stanovništvo
| Godina:     | 1993. | 2003.    | 2013.   | 2023.    |
| ----------- | ----- | -------- | ------- | -------- |
| Broj ljudi: | 166   | 185      | 182     | 201      |
| Razlika:    |       | +11,44 % | -1,62 % | +10,43 % |

| Godina:     | 2022. | 2023.   |
| ----------- | ----- | ------- |
| Broj ljudi: | 204   | 201     |
| Razlika:    |       | -1,47 % |

Prema podatcima o broju stanovnika iz 2023. godine naselje je imalo 201 stanovnika.

## Vanjske poveznice
|  | Zajednički poslužitelj ima još gradiva o temi Kolibabovce |

- Službena stranica naselja (sl.)